# Sztárcsinálók
A Sztárcsinálók az első magyar rockopera, Várkonyi Mátyás zenéjével és Miklós Tibor szövegeivel. Ősbemutatója a Győri Sportcsarnokban, 1981. július 25-én volt. Az ősbemutató hatalmas sikert aratott, leginkább Szolnoki Tibor Nero-alakítását dicsérte a szakma, egyesek a Peter Ustinov által megszemélyesített alakhoz hasonlításig merészkedtek.
Az állandó játszóhellyel nem rendelkező társulat több évig repertoárján tartotta a darabot. A hajógyári szigeten, különleges atmoszférájú cirkuszi sátor fogadta a nagyérdeműt. Később hosszabb-rövidebb ideig a Ganz-Mávag Művelődési Központ, a MOM és a Pataki István Művelődési Központok adtak otthont az eredeti rendezésű produkciónak. A „Ganz”-ban debütált, 1982-ben musical színészként Sasvári Sándor, ugyanitt az ál-Krisztus szerepét Horváth Charlie adta. Szolnoki Tibor távozása után a „Patakiban” Néró szerepét Mikó István énekelte.
Sokáig csak a Rock Színház játszotta a darabot, majd a társulat megszűntével több év kihagyás következett. Az 1990-es évektől újra több színház tűzte műsorára, mára bőven túlhaladta az 1000 előadást, és folyamatosan műsoron van.
1992-től Néró és a sztárcsinálók címen -is- fut.
2020. február 1-én Szente Vajk rendezésében mutatta be a PS Produkció az UP Újpesti Rendezvénytér színháztermében, a Vámpírok bálja (musical), Sakk (musical) és We Will Rock You musicalek szereplőivel, Kentaur díszletével, Horváth Kata jelmezeivel, Túri Lajos koreográfiájával. További közreműködők: Balassa Krisztián karmester, zenei vezető, Póka Balázs művészeti vezető, Simon Edit producer.

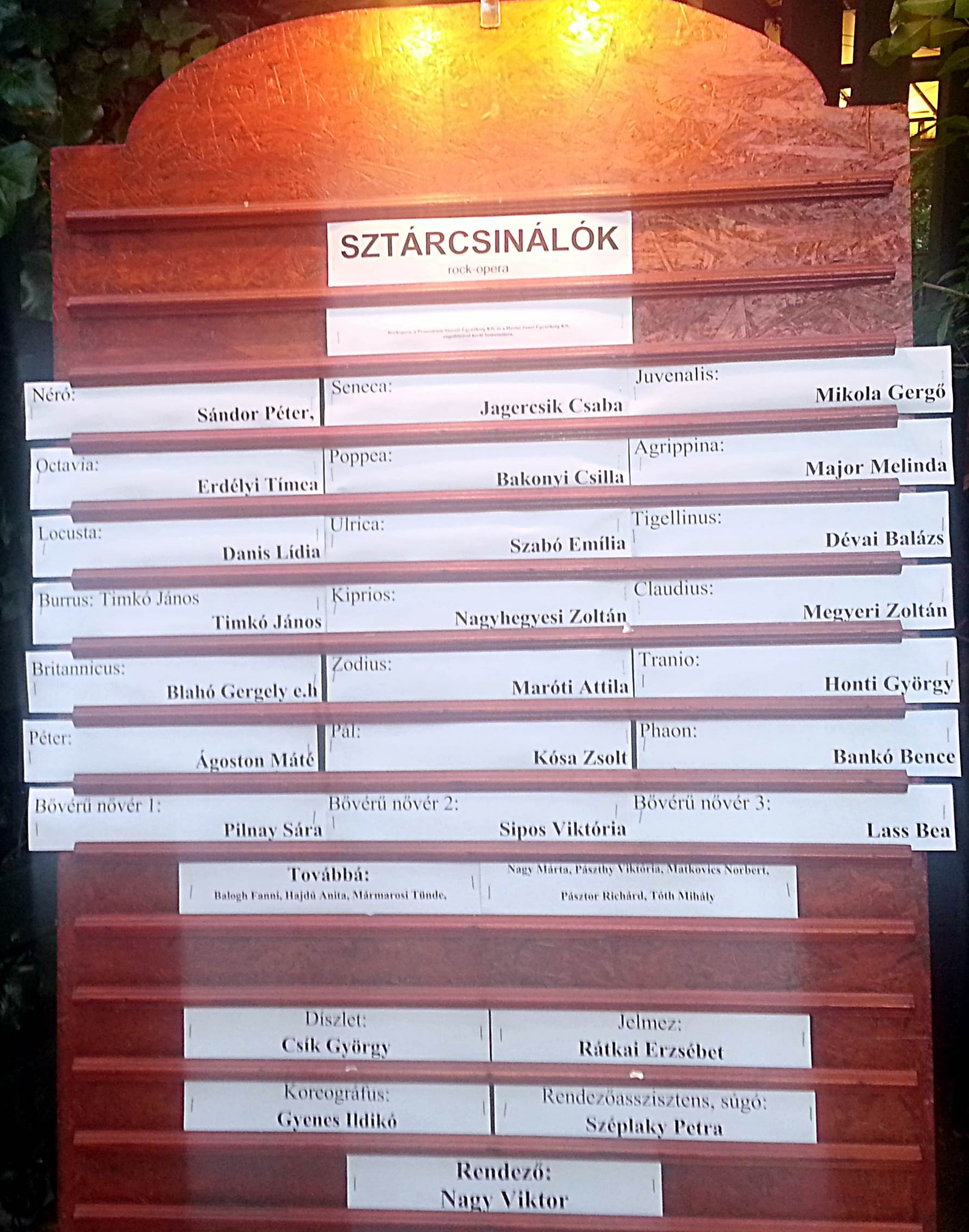
2017. A Tatabányai Jászai Mari Színház

## Az ősbemutató színlapja
- Szolnoki Tibor – Nero
- Usztics Mátyás – Seneca
- Szakácsi Sándor – (ál-)Jézus/Cyprius (Kipriosz)
- Eszményi Viktória – Octavia
- Csuha Lajos – Péter apostol
- Kováts Kriszta – Ulrikka
- Harmath Albert – Juvenalis
- Kárpáti Denise – Agrippina
- Benkóczy Zoltán- Claudius
- Széki József - Burrus
- Díszlettervező: Bogyó Barna, Lovas Pál
- Jelmeztervező: Tordai Hajnal
- Koreográfus: Reinthaller Éva, Lothar Hannf
- Rendező: Kovácsi János

## További bemutatók
| Helyszín                                | Dátum                | Rendező              | Nero                                                   | Juvenalis                     | Seneca                         | Agrippina                          |
| --------------------------------------- | -------------------- | -------------------- | ------------------------------------------------------ | ----------------------------- | ------------------------------ | ---------------------------------- |
| Rock Színház                            | 1992. november 8.    | Kerényi Miklós Gábor | Csengeri Attila                                        | Földes Tamás                  | Bardóczy Attila                | Nagy Anikó                         |
| Csokonai Nemzeti Színház                | 1993. február 26.    | Pinczés István       | Jantyik Csaba                                          | Bertók Lajos                  | Dánielfy Zsolt                 | Varga Éva                          |
| Színház- és Filmművészeti Főiskola      | 1994. július 13.     | Nagy Viktor          | Hevér Gábor                                            | Crespo Rodrigo                | Vida Péter                     | Timkó Eszter                       |
| Újvidéki Színház – Szabadkai Népszínház | 1998. február 21-22. | Nagy Viktor          | ifj. Szloboda Tibor                                    | Balázs Áron                   | Puskás Zoltán                  | Kalmár Zsuzsa                      |
| Mandala Dalszínház                      | 1998. szeptember 5.  | Dobos László         | Szloboda Tibor / Pankotay Péter                        |                               |                                |                                    |
| Békéscsabai Jókai Színház               | 2002. március 22.    | Molnár György        | Serbán Attila                                          | Bródy Norbert                 | Makrai Pál                     | Szilágyi Annamária                 |
| Veszprémi Petőfi Színház                | 2004. április 2.     | Nagy Viktor          | Szemenyei János                                        | Keresztes Gábor               | Kocsis György                  | Újhelyi Magda                      |
| Margitszigeti Szabadtéri Színpad        | 2005. augusztus 13.  | Nagy Viktor          | Szemenyei János                                        | Keresztes Gábor               | Szolnoki Tibor                 | Újhelyi Magda                      |
| Óbudai Nyár                             | 2009. július 3.      | Nagy Viktor          | Szemenyei János                                        | Bot Gábor                     | Csengeri Attila                | Újhelyi Magda                      |
| Szolnoki Szigligeti Színház             | 2015. január 30.     | Nagy Viktor          | Schwartz Dávid                                         | Dósa Mátyás                   | Barabás Botond                 | Molnár Gyöngyi / Tunyogi Bernadett |
| Tatabányai Jászai Mari Színház          | 2017. február 18.    | Nagy Viktor          | Sándor Péter                                           | Mikola Gergő                  | Ódor Kristóf / Jegercsik Csaba | Major Melinda                      |
| PS Produkció                            | 2020. február 1.     | Szente Vajk          | Szemenyei János / Cseh Dávid Péter / Károlyi Krisztián | Vecsei László / Angler Balázs | Pavletits Béla / Egyházi Géza  | Sári Évi / Kecskés Tímea           |

## A történet
A musical 54-ben, Claudius császár uralkodásának utolsó évében kezdődik, és tart Nero haláláig. Az előadást és a történetet keretbe foglalja Juvenalis kezdő és befejező narrációja, ami azt jelképezi, hogy a cselekményt Juvenalis meséli el. A kezdő és a végső elbeszélő részben is feltűnik a mottónak is megfelelő szöveg:
„Hátam mögött a történelem,
sok dicsőség és tengernyi szenny.
Egy vad részletét ma úgy játsszuk(játszottuk) el,
ahogy történt, éppoly dicstelen.”
A színmű szerint Claudius egy részeges, tivornyázó alak, akitől legfeljebb olcsó frázisok pufogtatására telik. Felesége, Agrippina Senecával összejátszva megmérgezi, hogy Agrippina első házasságából származó gyermekét, Nerót tegyék meg császárnak. Ők ketten, Agrippina és Seneca a tulajdonképpeni sztárcsinálók, az útban lévő uralkodó eltakarítói, a következő felkenői, majd megbuktatói.
Britannicus véletlen megmérgezése után meglódulnak az események, és az ígéretesnek mutatkozó Néró hirtelen makacs, önfejű és bosszúálló császár lesz. Persze a háttérben – ki nem mondott módon – érezzük, hogy változását Agrippina és Seneca mohó hatalomvágyának felismerése okozza, de Nero viselkedése lassan az őrületbe fordul.
Hangsúlyos szerepet kap a színműben egy Kipriosz nevű görög, aki Jézusnak adja ki magát. Az ál-Jézus által fanatizált keresztények lázadást szerveznek, miközben Nero felgyújtja Rómát. A vég meglehetősen sötét: a főszereplők majd' mindegyike meghal: kit meggyilkolnak, ki öngyilkos lesz, kit kivégeznek.
A szövegek kuriózuma, hogy rendkívül sok szándékos anakronizmust tartalmaznak, amitől a hangnem és hangvétel közvetlen lesz. Ezek az anakronizmusok arra is alkalmasak, hogy felfigyelhessünk az aktuálpolitikai felhangokra – eközben nem szabad elfelejteni, hogy 1980–1981-ben készült. Juvenalis szerepeltetése is azt mutatja, hogy nem feltétlenül a korhűség a legfontosabb elem ebben a darabban. Juvenalis 60-ban született, így bár lehettek személyes emlékei a 68-ban meghalt Néró idejéről, a politikai viszonyokról feltétlenül csak elbeszélésekből értesülhetett. Juvenalis fellépése az első pillanatban figyelmeztet arra, hogy ami következik, egy mese, egy elbeszélés, egy szubjektív vetület, és inkább tanmese, mint történelem.

## Hanghordozók
2009-ig két hivatalos kiadása jelent meg. Az első 1982-ben a MHV bakelit LP-jén. Ez a kiadás egyfajta válogatásnak-keresztmetszetnek tekintendő, mert jelentékeny rész kimaradt. (Vélhetően azért, mert az LP játékideje korlátozott, dupla lemezt pedig nem kívántak kiadni egy új műfaj első próbálkozásáról.) A lemezanyag annyira csonka, hogy a történet sok része érthetetlen marad a darab ismerete nélkül.
A második kiadás 1993-ban, Csengeri Attila főszereplésével (Néró) ismét a Rockszínház előadásában, a Magyar Polygram Hanglemezkiadó gondozásában, már dupla CD-n jelent meg. Ezt a változatot Kerényi Miklós Gábor rendezte. Gyakorlatilag a teljes anyag rajta van, helyenként a prózai részek is. Sok apró szövegváltoztatás mellett nagyobb aktualizálások is belekerültek, így a Nagy Dalfesztivál című részben feltűnik az István, a király rockopera parafrazeálása, Nero énekében a '80-as évek rockzenéinek közhelyei.
A "CD"-n az ősbemutató két főszereplője – Csuha Lajos és Makrai Pál – az eredeti szólamát, szerepét énekelte.
Várkonyi Mátyás nyilatkozata szerint az 1981-es premier főpróbájának teljes anyaga is kiadás előtt áll.

### Pepita SLPX 17702
A rocktörténeti jelentőségű lemez – az első magyar rockopera hangfelvétele – alkotói a következők voltak:
Csuha Lajos, Eszményi Viktória, Füsti Molnár Éva, Homonyik Sándor, Kárpáti Denise, Kovács Krisztina, Makrai Pál, Miklóska Lajos, Sörös Sándor, Szakácsi Sándor, Szolnoki Tibor, Usztics Mátyás.
Balogh Bodor Attila, Baranszki László, Barile Pasquale, Csurgai Attila, Fekete Viktória, G. Szabó Sándor, Haraszti Pál, Jenei Szilveszter, Konrád Péter, Kovács Dóra, Laklóth Aladár, Lukácsi József, Meződi József, Muck Ferenc, Nagy Anikó, Nagy Ildikó, Németh Zoltán, Pete László, Prókai Annamária, Prókai Éva, Rovó Teréz, Sasvári Sándor, Simorjay Emese, Szakcsi Lakatos Béla, Szaniszló Lajos, Temesvári András, Tóth Szabó Szilvia, Varga Rita, Veszelinov András.
A Rock Színház vonószenekarát Deseő Csaba vezényelte, a zenei rendező Várkúti Géza, a hangmérnök Kálmán Sándor volt.

## Kép és hang
- Róma égése
  - Előadó: Csengeri Attila
  - Előadó: Serbán Attila
- Bábszínház az élet
  - Előadó: a PS Produkció társulata
- Holnap
  - Előadó: Szolnoki Tibor
  - Előadó: Szemenyei János
- Történelmi lecke császárfiúknak Előadók: Dégi Zoltán, Ragány Mihály
- A tavasz ébredése[halott link]
- Octávia dala